# 용원초등학교 (충북)
용원초등학교는 충청북도 충주시 신니면 용원리에 있는 공립 초등학교이다. 학교 정문 옆에는 3.1 만세운동 기념비가 세워져있다.

## 학교 연혁
- 1920년 8월 1일 설립인가
- 1921년 4월 24일 용원공립보통학교(4년제 4학급) 개교
- 1938년 4월 1일 용원공립심상소학교로 개칭
- 1941년 4월 1일 용원공립국민학교로 개칭
- 1950년 6월 1일 용원국민학교로 교명 변경
- 1982년 3월 10일 병설유치원 개원
- 1996년 3월 1일 용원초등학교로 교명 변경
- 2016년 2월 18일 제94회 졸업식(졸업생 총수:7,648명)
- 2016년 3월 1일 초등학교 6학급, 병설유치원 1학급 편성
- 2017년 9월 24일 무대 꿈빛나래 설립

## 학교 상징
- 교화 : 장미 - 다양한 모습으로 피어나는 아름다운 꽃과 향기로움
- 교목 : 향나무 - 늘 푸른 기상으로 부드럽고 탐스럽게 조화 이룬 아름다움

## 참고 자료
- 용원초등학교 - 한국교육학술정보원 학교알리미